# Katolický domov studujících
Katolický domov studujících – Domov mládeže a školní jídelna (KDS) je zřizován Českou kongregací sester dominikánek na Praze 1 v Černé ulici č. p. 1610/14 (spojen s č. 16). Poskytuje ubytování studentkám středních a vyšších odborných škol, a to v domě, který zažil např. Karla Teigeho, známý Devětsil a působení sester dominikánek v první polovině 20. století. Součástí KDS je také jídelna, která poskytuje domácí stravování ve dnech školního vyučování nejen ubytovaným studentkám, ale také studentům středních a vyšších odborných škol z okolí a dalším zájemcům. Během celého roku dům slouží i turistům, kteří přijíždějí navštívit Prahu.

## Historie

### Předválečné období
Dům v Černé ulici č. p. 1610/II (č. o. 14) byl postaven v roce 1882 Františkem Buldrou pro Josefa Teigeho a jeho choť Aloisii. Na druhém dílu parcely vyrostla ve stejné době novostavba č. p. 170 (č. o. 16).
V roce 1900 se v Černé ulici 14 narodil známý literární teoretik Karel Teige (1900 – 1951). U Taigů v Černé ulici se scházeli spolu se studenty gymnázia z nedaleké Křemencovy ulice také další literáti a umělci, kteří zde založili svaz umělecké kultury zaměřující se jak na poetismus, tak na další příbuzné umělecké směry. Název Devětsil dali tomuto svazu bratři Čapkové.
V roce 1909 dům č. 16 (č. p. 170) zakoupil Dětský Azyl milostného pražského Jezulátka. Azyl v té době již 7 let pečoval o osiřelé děti, jejichž počet se každým rokem zvyšoval. Od roku 1907 se o výchovu dětí staraly sestry dominikánky, které při koupi domu hradily polovinu kupní ceny. Roku 1914 byl sestrami dominikánkami přikoupen pro Azyl i sousední dům č. p. 1610/II, dnes č. o. 14. V letech 1914 – 1937 využíval Azyl v domě č. 14 pouze přízemí a 3. patro a na těchto podlažích byly domy č. 14 a 16 provozně propojeny. V roce 1937 se rodina Teigova z domu č. 14 odstěhovala a v následujícím roce došlo k definitivnímu propojení obou domů a k dalším nezbytným stavebním úpravám obytných prostor.

### Během komunistického útlaku
Poklidný život v Dětském azylu byl přerušen roku 1949, kdy z moci úřední byly děti z domu postupně umisťovány do jiných ústavů, a dům byl převzat do státní správy. Do Černé 14 - 16 byl nastěhován internát základní školy pro děti s vadami řeči, která v té době sídlila v nedaleké Charvátově ulici. Sestry dominikánky byly 26. 4. 1951 z domu odvezeny do soustřeďovacích táborů a péče o děti byla předána civilním zaměstnancům. Kromě internátu byla v Černé zřízena mateřská škola pro děti s palatolalií. V roce 1953 bylo ve 4. patře domova v Černé ulici zřízeno dormitorium pro spánkovou léčbu. Od 1. 9. 1959 byla škole pro děti s vadami řeči přidělena budova salesiánského kláštera v Praze na Kobyliském náměstí. Do nově získaných prostor se přestěhovala nejen škola, ale i internát s mateřskou školou. V uvolněné budově v Černé ulici byl od školního roku 1959/1960 zřízen chlapecký domov mládeže. Později byla ve 4. patře ubytována současně i děvčata. Postupem času se ze smíšeného stal pouze dívčí internát. K tomuto domovu mládeže patřila pobočka v Husově ulici, kde byli ubytováni zahraniční studenti. Ti se stravovali v Černé 14.

### Období po listopadu 1889
V roce 1990 byly zákonem č. 292/90 Sb. vráceny domy 14 a 16 v Černé ulici Kongregaci sester dominikánek. 30. srpna 1990 do Prahy přijely první tři sestry a začaly pracovat ve stávajícím Domově mládeže.
Od roku 1991 je Katolický domov studujících církevní školské ubytovací zařízení. Do sítě škol, předškolních a školských zařízení MŠMT ČR byl zařazen k 1. 11. 1991 a opakovaně k 1. 9. 1996 a k 1. 9. 1999. Ve smyslu školského zákona č. 561/2004 Sb. došlo k transformaci právní osoby a změny názvu zařízení na Katolický domov studujících – domov mládeže a školní jídelna, š.p.o. Zápis do školského rejstříku byl proveden ke dni 17. 6. 2006. Domov mládeže má kapacitu 83 studentek.